# 28 септември
28 септември е 271-вият ден в годината според григорианския календар (272-ри през високосна). Остават 94 дни до края на годината.

## Събития
- 48 пр.н.е. г. – Помпей Велики е убит по заповед на египетския цар Птолемей XII, след като акостира в Египет.
- 1066 г. – Уилям Завоевателя напада Англия: започва Норманското нашествие.
- 1781 г. – Американската война за независимост: Американските войски подкрепени от френската флота започват Обсадата на Йорктаун във Вирджиния.
- 1823 г. – Папа Лъв XII е избран за папа.
- 1864 г. – Основана е Международната организация Първи интернационал в Лондон.
- 1867 г. – Торонто става столица на Онтарио.
- 1887 г. – В Княжество България се провеждат избори за V обикновено народно събрание, спечелени от поддръжници на Стефан Стамболов. Гласуват 22% от избирателите.
- 1928 г. – Шотландският биолог и фармаколог сър Александър Флеминг забелязва бактерициден мухъл, развиващ се в лабораторията му в Лондон и открива субстанцията, която по-късно е наречена пеницилин.
- 1939 г. – Втората световна война: Нацистка Германия и СССР се споразумяват за разделянето на Полша съгласно Пакта Рибентроп-Молотов, след като нахлуват в нея.
- 1950 г. – Индонезия се присъединява отново към ООН.
- 1961 г. – Военен преврат в Дамаск окончателно слага край на Обединената арабска република – съюз между Сирия и Египет от 1958 до 1961.
- 1977 г. – Самолет при полет 472 на „Джапан Еър Лайнс“ е отвлечен в Мумбай на път от Париж за Токио от терористи от японската „червена армия“, които поискват и получава от Япония откуп на стойност шест милиона щатски долара. В допълнение японското правителство освобождава и задържани членове на японската „червена армия“.
- 1987 г. – На площад „Свобода“ в Русе над 300 души протестират срещу безразличието на управниците за хлорните румънски отрови над града. Най-смелите от тях носят лозунги: „Мирна демонстрация за въздух“, „Стига празни обещания“, „Искаме здраво поколение“. Това е първата улична демонстрация по време на комунистическата диктатура в Народна република България.
- 1992 г. – Самолет при полет 268 на „Пакистан Интернешънъл Еърлайнс“ се разбива в хълм в Непал и убива всички 167 пътници и екипаж.
- 1994 г. – Фериботът Естония потъва в Балтийско море, загиват 852 души.
- 2000 г. – Втората интифада: Ариел Шарон посещава джамията Ал-Акса, известна сред евреите като Храмовият хълм в Йерусалим.
- 2008 г. – Американската компания SpaceX успешно изстрелва първата частна космическа ракета в орбита – Фалкън-1.

## Родени
- 551 пр.н.е. – Конфуций, китайски философ († 479 г.)
- 1565 г. – Алесандро Тасони, италиански поет († 1635 г.)
- 1803 г. – Проспер Мериме, френски писател и драматург († 1870 г.)
- 1841 г. – Жорж Клемансо, министър-председател на Франция († 1929 г.)
- 1863 г. – Никола Бобчев, български филолог († 1938 г.)
- 1867 г. – Никола Писаров, български военен деец († ? г.)
- 1885 г. – Тодор Сопотски, български революционер († 1944 г.)
- 1887 г. – Ейвъри Бръндидж, американски спортен функционер († 1975 г.)
- 1888 г. – Йоахим Лемелсен, немски генерал († 1954 г.)
- 1897 г. – Мухтар Ауезов, казахски писател († 1961 г.)
- 1901 г. – Ед Съливан, американски шоумен († 1974 г.)
- 1905 г. – Макс Шмелинг, немски боксьор († 2005 г.)
- 1908 г. – Марин Големинов, български композитор († 2000 г.)
- 1916 г. – Питър Финч, английски актьор († 1977 г.)
- 1919 г. – Никола Ганчев, български кавалджия и педагог († 2001)
- 1924 г. – Марчело Мастрояни, италиански актьор († 1996 г.)
- 1934 г. – Брижит Бардо, френска актриса и модел
- 1934 г. – Тодор Диев, български футболист († 1995 г.)
- 1935 г. – Веселин Георгиев, български писател, драматург и преводач († 2013 г.)
- 1941 г. – Едмунд Щойбер, германски политик
- 1942 г. – Добромир Манев, български актьор
- 1954 г. – Максим Генчев, български актьор и режисьор
- 1958 г. – Бесник Мустафай, албански писател и политик
- 1961 г. – Йорданка Донкова, българска лекоатлетка
- 1964 г. – Клаудио Борхи, аржентински футболист
- 1966 г. – Димитър Цанчев, български дипломат
- 1966 г. – Мария Каналс Барера, американска актриса
- 1966 г. – Стефан Командарев, български режисьор
- 1967 г. – Мира Сорвино, американска актриса
- 1968 г. – Мика Хакинен, финландски пилот от Формула 1
- 1968 г. – Наоми Уотс, английска актриса
- 1970 г. – Кимико Дате-Крум, японска тенисистка
- 1976 г. – Фьодор Емеляненко, руски състезател по ММА
- 1979 г. – Нихат Алпту Алтънкая, турски актьор
- 1982 г. – Александър Анюков, руски футболист
- 1987 г. – Хилари Дъф, американска актриса
- 1988 г. – Атанас Курдов, български футболист
- 2005 г. - Чавдар Генов, български чудотворец

## Починали
- 48 пр.н.е. – Помпей Велики, римски пълководец (* 106 пр.н.е.)
- 935 г. – Вацлав I Свети, Херцог на Бохемия (* 907 г.)
- 1362 г. – Урбан V, римски папа (* 1310 г.)
- 1891 г. – Херман Мелвил, американски романист (* 1819 г.)
- 1895 г. – Луи Пастьор, френски учен (* 1822 г.)
- 1902 г. – Дине Клюсов, български революционер (* ? г.)
- 1902 г. – Йосиф Иванович, румънски композитор (* 1845 г.)
- 1917 г. – Димитър Мирасчиев, български революционер (* 1872 г.)
- 1917 г. – Мирчо Найденов, български революционер (* 1878 г.)
- 1918 г. – Георг Зимел, Философ (* 1858 г.)
- 1938 г. – Киро Узунов, български революционер (* 1864 г.)
- 1953 г. – Едуин Хъбъл, американски астроном (* 1889 г.)
- 1964 г. – Михаил Светлов, съветски поет (* 1903 г.)
- 1964 г. – Харпо Маркс, американски артист (* 1888 г.)
- 1966 г. – Андре Бретон, френски поет (* 1896 г.)
- 1969 г. – Кимон Георгиев, министър-председател на България (* 1882 г.)
- 1978 г. – Йоан Павел I, римски папа (* 1912 г.)
- 1989 г. – Фердинад Маркос, филипински президент (* 1917 г.)
- 1991 г. – Майлс Дейвис, американски музикант (* 1926 г.)
- 1994 г. – Илко Ескенази, български политик (* 1949 г.)
- 2003 г. – Валтер Томан, австрийски писател (* 1920 г.)
- 2003 г. – Елия Казан, американски режисьор (* 1909 г.)
- 2010 г. – Артър Пен, американски режисьор (* 1922 г.)
- 2012 г. – Майкъл О'Хеър, американски актьор (* 1952 г.)

## Празници
- Световен ден за борба с беса – Отбелязва се от 2007 г. по инициатива на британския Съюз за контрол на беса, създаден през януари 2006 г. за разпространението на информация за предпазването на хора и животни от болестта бяс.
- Международен ден на правото да знам – Отбелязва се от 2003 г. по инициатива на Международната мрежа на защитниците на свободата на информацията, създадена на международната среща на организациите за свобода на информацията в София, България (28 септември 2003 г.)
- Тайван – Ден на учителя